# Hans Van Alphen

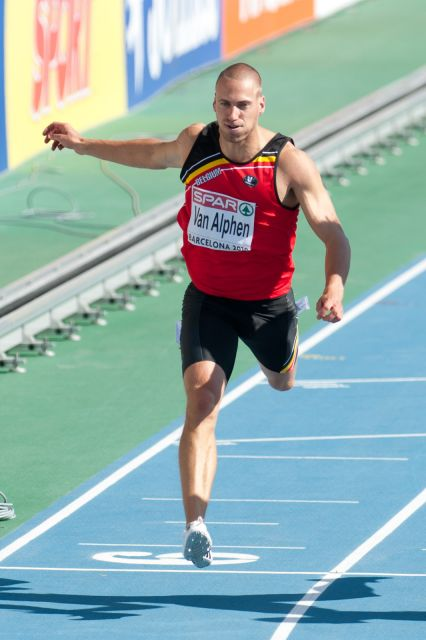
Hans Van Alphen bei den Europameisterschaften 2010

Hans Van Alphen, auch Hans van Alphen, (* 12. Januar 1982 in Turnhout) ist ein belgischer Zehnkämpfer.

## Leben
Van Alphen nahm 2002 erstmals an einem Zehnkampf teil, 2005 wurde er belgischer Meister. 2007 übertraf er als Zweiter der Universiade mit 8047 Punkten die 8000-Punkte-Marke, bei den Weltmeisterschaften 2007 belegte er mit 8034 Punkten den elften Platz. 2008 gab er bei den Olympischen Spielen nach vier Disziplinen auf. 2010 belegte er mit 8072 Punkten den fünften Platz bei den Europameisterschaften. Van Alphen gewann 2012 beim Mehrkampf-Meeting Götzis und verbesserte dort seinen belgischen Landesrekord aus dem Vorjahr um 319 Punkte. In London sollte es für den Belgier bei den Olympischen Spielen 2012 erneut nicht zu einer Medaille reichen. Er musste sich im Kampf um Bronze dem Kubaner Leonel Suárez knapp geschlagen geben, van Alphen belegte mit 8447 Punkten den vierten Platz.
Er ist 1,91 m groß, sein Wettkampfgewicht beträgt 88 kg.

## Bestleistungen
(Stand 9. August 2012)
| Disziplin      | Bestleistung | Datum und Ort                        |
| -------------- | ------------ | ------------------------------------ |
| 100 m          | 10,96 s      | 26. Mai 2012 in Götzis               |
| Weitsprung     | 7,64 m       | 8. August 2012 in London             |
| Kugelstoßen    | 15,68 m      | 24. August 2010 in Villeneuve-d’Ascq |
| Hochsprung     | 2,06 m       | 26. Mai 2012 in Götzis               |
| 400 m          | 48,25 s      | 12. August 2007 in Bangkok           |
| 110 m Hürden   | 14,55 s      | 27. Mai 2012 in Götzis               |
| Diskuswurf     | 48,28 m      | 9. August 2012 in London             |
| Stabhochsprung | 4,96 m       | 27. Mai 2012 in Götzis               |
| Speerwurf      | 66,21 m      | 16. Juni 2011 in Kladno              |
| 1500 m         | 4:17,51 min  | 20. September 2009 in Talence        |
| Zehnkampf      | 8519 Punkte  | 26. und 27. Mai 2012 in Götzis       |